# Uaica carapiranga
Espèce
Uaica carapiranga est une espèce d'araignées aranéomorphes de la famille des Sparassidae.

## Distribution
Cette espèce est endémique du Pará au Brésil,. Elle se rencontre vers Juruti.

## Description
Le mâle holotype mesure 6,5 mm et la femelle paratype 8,2 mm, les mâles mesurent de 5,4 à 7,0 mm et les femelles de 7,7 à 10,8 mm.

## Systématique et taxinomie
Cette espèce a été décrite par Rheims en 2025.

## Étymologie
Son nom d'espèce lui a été donné en référence au lieu de sa découverte, Platô Carapiranga.

## Publication originale
- Rheims, 2025 : « Uaica gen. nov., a new genus of huntsman spiders from the Brazilian Amazonia (Araneae: Sparassidae). » European Journal of Taxonomy, vol. 989, p. 24-49 (texte intégral).